# Inspire (canção de Ayumi Hamasaki)
INSPIRE é o trigésimo terceiro single da cantora japonesa Ayumi Hamasaki, lançado dia 28 de julho de 2004. O single continha a música B-side "GAME" que também foi lançada no álbum MY STORY. A música "INSPIRE" foi usada como tema para um especial da Fuji TV sobre o Museu Solomon R. Guggenheim, "GAME" foi utilizada como tema musical em comerciais para promover 700MD Panasonic. O single estriou em 1º lugar na Oricon e vendeu 329,145 cópias sendo seu single mais vendido de 2004.
O single foi certificado Platina pela RIAJ, por vender mais de 300,000 cópias.

## Faixas
Todas as faixas escritas e compostas por Ayumi Hamasaki. 
| CD  |                          |                |         |  |
| N.º | Título                   | Música         | Duração |  |
| 1.  | "INSPIRE"                | Tetsuya Yukumi | 4:33    |  |
| 2.  | "GAME"                   | BOUNCEBACK     | 4:16    |  |
| 3.  | "INSPIRE (Instrumental)" | Tetsuya Yukumi | 4:33    |  |
| 4.  | "GAME (Instrumental)"    | BOUNCEBACK     | 4:16    |  |

| DVD |                        |         |  |
| N.º | Título                 | Duração |  |
| 1.  | "INSPIRE (Vídeo Clip)" | 5:37    |  |
| 2.  | "GAME (Vídeo Clip)"    | 4:23    |  |

## Oricon & Vendas
| Parada                           | Posição | Total de Vendas | Semanas |
| -------------------------------- | ------- | --------------- | ------- |
| Oricon Parada Diária de Singles  | 1       | 329,145         | 15      |
| Oricon Parada Semanal de Singles | 1       | 329,145         | 15      |
| Oricon Parada Anual de Singles   | 16      | 329,145         | 15      |